# 寶珀
寶珀（法語發音：[blãpɛ̃]），是瑞士奢华鐘錶品牌、製造商，專門設計、製造、經銷及銷售高級腕錶。1735年，热昂-雅克·布朗潘在瑞士维勒雷（Villeret）创立宝珀公司，宝珀是当今世界上最古老的钟表制造品牌，也是世界上第一個註冊的腕錶品牌。
1992年，宝珀成为斯沃琪集團（Swatch Group）的子公司，也是斯沃琪集团旗下的顶尖品牌之一。寶珀的總部設在瑞士的Paudex和Le Brassus，在全球总计有35家專賣店以及396家零售商。宝珀产品中，以1953年推出的五十噚潛水表（Fifty Fathoms）和1991年推出的1735超級复杂腕錶（Grande complication）最为著名。

## 历史

### 早期历史
热昂-雅克·布朗潘（Jehan-Jacques Blancpain）于1735年在瑞士維勒雷（Villeret）开始制錶，建立宝珀公司。雅克·布朗潘先生创立了宝珀品牌，并在自家楼上设立了制錶作坊。
1815年，雅克·布朗潘先生的曾孙弗雷德里克-路易·布朗潘（Frédéric-Louis Blancpain）在接管了家族企业后，引入了现代化的生产方式，将传统手工作坊转化为工业化的系列生产。路易·布朗潘也用一个 cylinder escapement 取代了crown-wheel 技术，此项做法是制錶业的一项重大革新。
19世纪后半期，随着工业化的推进，錶类产品的价格逐渐下跌，许多制錶作坊逐渐没落、倒闭。同时为了应对美国方面的竞争，宝珀公司在瑞士苏士河（Suze River）旁建立了一个两层的工厂，开始利用水力发电进行生产活动。通过现代化的生产技术以及专注于高品质的錶类产品，宝珀成为少数在瑞士维勒雷地区幸存下来的制錶工厂。

### 公司重组

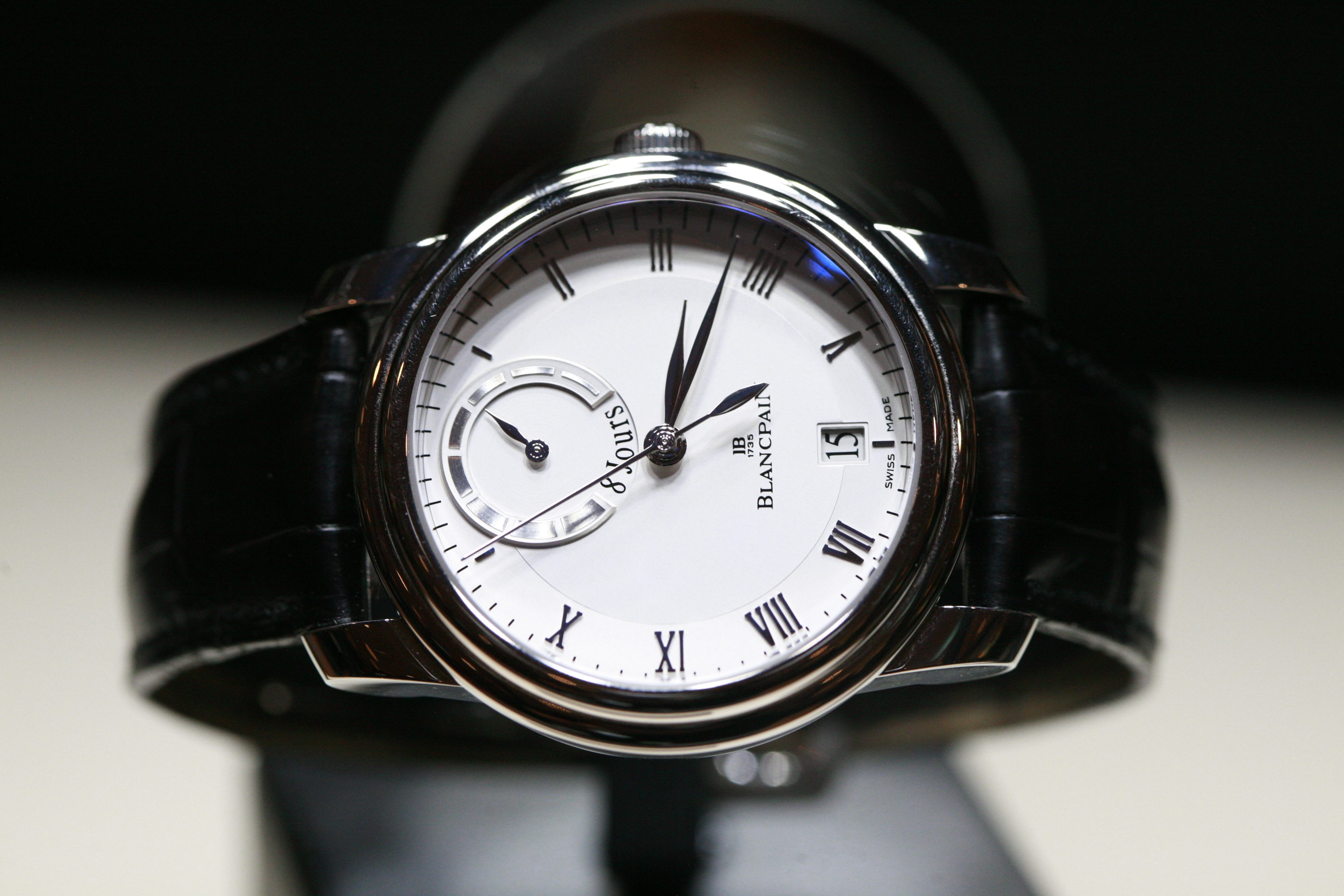
一款拥有8天储能的宝珀腕錶

1926年起，宝珀开始与英国制錶师约翰·哈伍德（John Harwood）进行合作、推广第一款自动上链腕錶。1932年起，宝珀公司不再由宝珀家族经营，结束了宝珀品牌近两个世纪的家族经营史。最后一位宝珀家族管理者弗雷德里克-埃米尔·布朗潘 （Frédéric-Emile Blancpain）去世后，他唯一的女儿Berthe-Nellie Blancpain 无意投身制表行业，于次年将宝珀公司卖给了埃米尔·布朗潘最信任的两位员工 Betty Fiechter 和 André Léal。因为宝珀公司再无宝珀家族的成员掌控，限于法律规定，两位新任合伙人将公司改名为“赖维尔·宝珀” (Rayville S.A., succ. de Blancpain)；其中“Rayville”是“Villeret”一词的回文。即使如此，宝珀品牌的制造技术和品牌特点均得以保留。
Betty Fiechter 担任宝珀的总裁直到1950年，其后她的侄子Jean-Jacques Fiechter加入了她的公司。1950年代，赖维尔·宝珀公司每年生产将近10万枚手表。而为了满足逐渐增长的客户需求，赖维尔·宝珀公司加入了 Société Suisse pour l'Industrie Horlogère（SSIH），也就是斯沃琪集團（Swatch Group）的前身。1971年，宝珀錶类的年产量高达22万枚。而1970年代的石英危机（quartz crisis）后，SSIH被迫将其年产量减半、并售出旗下部分资产。

### 近期发展
1983年，SSIH 将赖维尔·宝珀公司的品牌名卖给了Jacques Piguet（时任Frédéric Piguet 公司的总裁） 和SSIH的时任员工Jean-Claude Biver。此后，赖维尔·宝珀公司在瑞士Joux 山谷中的Le Brassus设厂生产，并改更名为“宝珀公司” （Blancpain SA）。
1992年，SSIH以6千万瑞士法郎的价格重新收购回宝珀公司，当时宝珀的年销售额达5千万瑞士法郎。Jean-Claude Biver继续担任宝珀的CEO直到2002年。斯沃琪集團创始人尼古拉斯·哈耶克（Nicolas Hayek）的孙子马克·哈耶克（Marc Hayek）自2002年起一直担任宝珀公司的总裁。
而后，SSIH改名为斯沃琪集團。2010年，斯沃琪集團将旗下的Frédéric Piguet SA合并入宝珀公司。宝珀公司现今是瑞士钟錶行业联合会（Federation of the Swiss Watch Industry）的主要成员。

## 公司口号
宝珀公司的一个口号是“宝珀从未生产过石英錶，未来也绝不会（Blancpain has never made a quartz watch and never will）”。

## 钟表制造
根据宝珀公司的商业口号，该公司从未生产过石英手表或者电子显示錶盘，并且以后也绝不会生产。与其它一些大型制錶品牌相比（比如劳力士一天生产几千枚手表），为保证高质素宝珀公司一天的产量不到30枚，并且每一块手錶都是由一个制表师傅独立完成。

### 重要发明及专利
- 1983年，制造出世界上最小的月相显示。[2]
- 1987年，制造出当时世界上最薄的自动上链计时码表，以及最小的三问报时机芯。[2]
- 1988年，制造出世界上最薄的双秒追针计时码錶。[2]
- 2000年，制造出了世界上第一个自动上链的陀飞轮万年历表，并拥有8天能量储备。[2]
- 2005年，获得 “under-lug correctors” 系统专利。[2]
- 2006年，获得“rail-effect stone-setting ”技术专利。[2]
- 2008年，制造出世界上第一款拥有“一分钟飞行卡罗素（one-minute flying carousel）”的腕表，并拥有100小时动力储备。[2]

## 著名表款

### Villeret 经典系列

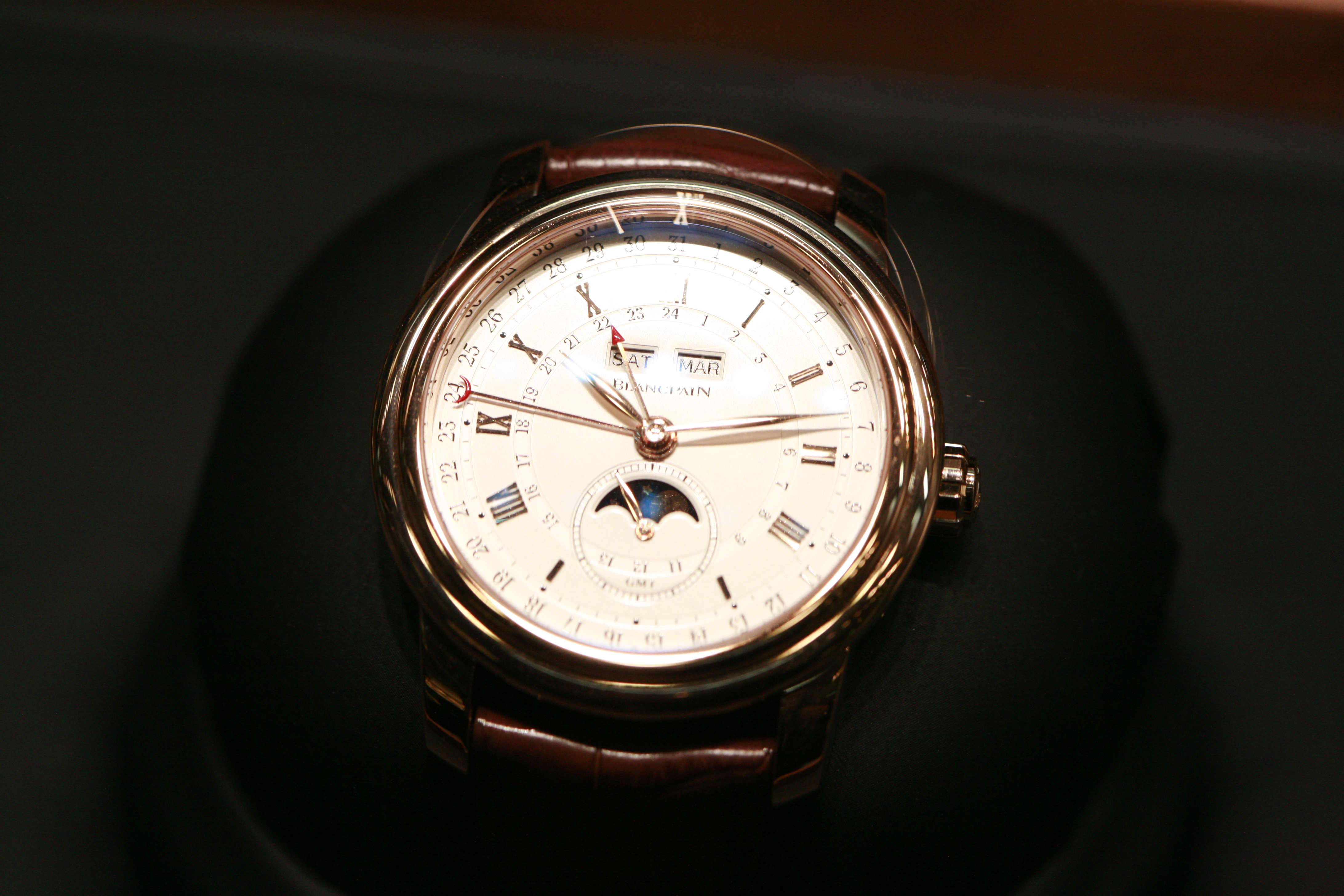
一款宝珀Villeret腕表

Villeret 经典系列是宝珀最经典的系列腕錶。该系列以宝珀公司的诞生地瑞士维勒雷（Villeret）命名，从1980年代起就是宝珀品牌的旗舰表款之一。该系列不仅拥有设计上简洁高雅的腕錶表，也拥有较为复杂的表款，包括大日历（triple calendar）、月相、以及卡罗素等。

### 五十噚系列
宝珀著名的五十噚潜水錶（Fifty Fathoms）是宝珀公司与法国海军Nageurs de Combat 合作制造，海军上校 Bob Maloubier 和 海军中尉Claude Riffaud 领导该项目，海军军官雅克-伊夫·库斯托也曾佩戴过该錶。1958年起，五十噚潜水表成为美国海军潜水员和海豹突击队的指定使用产品。该表款的抗压能力可达水下91米。

### 1735 超复杂腕錶
宝珀素以能生产機械錶複雜功能的技术而著称。其中，宝珀1735超复杂腕表（1735 Grande Complication）于1991年推出，其复杂功能包括陀飞轮、三问报时、万年历、计时功能等等，每年只生产一枚，总共生产30枚。

## 著名客户及佩戴者

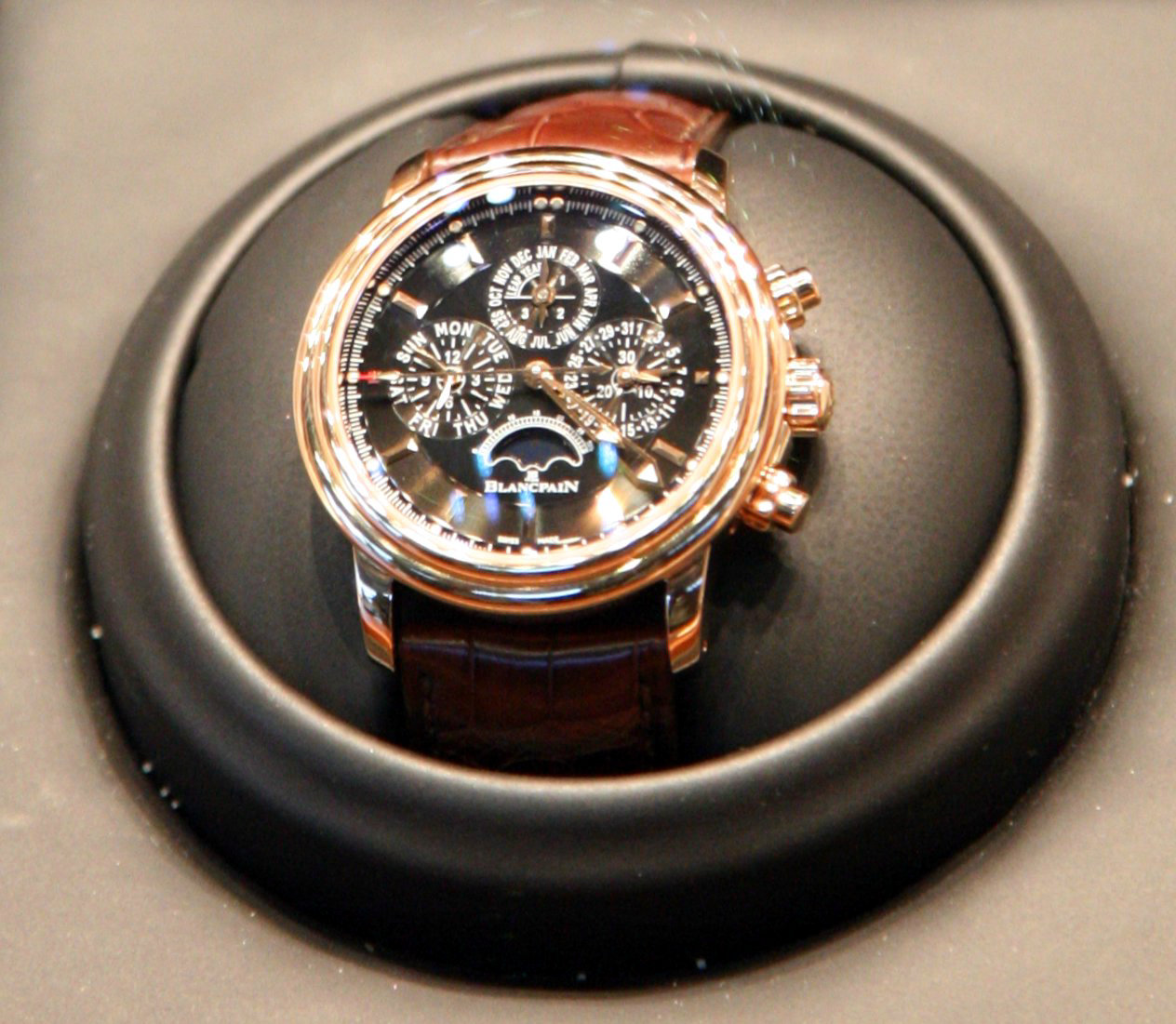
一枚宝珀的複雜功能腕錶

### 艺术家
- 弗朗西斯·科波拉, 美国电影导演、《教父》系列电影导演，多次获得奥斯卡金像奖[24]

### 明星
- 弗拉基米尔·鲍里索维奇·克拉姆尼克, 俄罗斯国际象棋特级大师[25]
- 玛丽莲·梦露，好莱坞女星[26]
- 布拉德·皮特，好莱坞影星[27]

### 政治家
- 普京, 俄罗斯总统[28][29]

## 赛事赞助
宝珀所赞助的赛事“动力运动（Motorsport）”包括宝珀耐力系列赛、宝珀冲刺系列赛（Blancpain Sprint Series）、宝珀GT 系列赛（Blancpain GT Series），等等 。

## 外部連結
- 官方网站
- Blancpain factory tour and comparison with other luxury watch companies
- Blancpain corporate history
- The making of a Blancpain Tourbillon （页面存档备份，存于）

46°34′47″N 6°12′47″E / 46.57977°N 6.21312°E